# Marie Laforêt
Marie Laforêt (născută Maïténa Marie Brigitte Doumenach, poreclită „Fata cu ochii de aur”, n. 5 octombrie 1939, Soulac-sur-Mer, Aquitaine, Franța – d. 2 noiembrie 2019, Genolier, cantonul Vaud, Elveția) a fost o cântăreață și actriță franceză. S-a mutat în 1978 la Geneva și a dobândit cetățenia elvețiană.

## Biografie

### Originea numelui ei
Primul ei prenume Maïtena, care este de origine bască, înseamnă „iubită”, și este uneori folosit de locuitorii din Languedoc, mai ales din Pirinei, și seamănă, de asemenea, cu un diminutiv de la numele Marie-Thérèse, „Maïthé”.
Doumenach, numele ei de familie, este de origine catalană – Domènec în catalană.
Numele ei de la naștere Maïtena Marie Brigitte Doumenach, și repertoriul ei, care a inclus piese inspirate din folclorul mondial, au condus la speculații cu privire la originea armeană a părinților ei.
Cântăreața obișnuia să se prezinte ea însăși ca „ariégeoise”, adică din regiunea Ariège, aflată în sudul Franței.

### Copilăria și adolescența
Marie Laforêt s-a născut la Soulac-sur-Mer, în Médoc, în vila „Rithé-Rilou”, fiind numită după mama și mătușa ei: Marie Thérese și Marie Louise Saint Guily. Familia tatălui ei, Doumenach, era originară din Olette, un sat din departamentul Pyrénées Orientales, la granița cu Têt. Străbunicul ei patern, Louis Doumenach, a condus o fabrică de textile la Lavelanet, în Ariège, iar fiul lui, Charles-Joseph Doumenach, a fost colonel și consilier municipal.

### Anii 1960
Cariera ei a început din întâmplare în 1959, atunci când a înlocuit-o pe sora ei în ultima clipă la un concurs de talente de la postul francez de radio Naissance d'une étoile (Nașterea unei stele) pe care l-a câștigat. Regizorul Louis Malle a distribuit-o apoi pe tânăra vedetă în filmul pe care-l turna în acea perioadă, Liberté, un proiect pe care l-a abandonat în cele din urmă, făcând ca prima apariție pe ecran a Mariei Laforêt să fie alături de Alain Delon în filmul Plein Soleil (1960), regizat de René Clément.
După acest film, ea a devenit foarte populară și a interpretat mai multe roluri în anii 1960. S-a căsătorit cu regizorul Jean-Gabriel Albicocco, care a distribuit-o în unele din producțiile sale, printre care La Fille aux Yeux d'Or, inspirat din scrierea lui Balzac, care va deveni porecla ei.
În al doilea film, Saint Tropezi Blues, acompaniată de un tânăr Jacques Higelin la chitară, ea a cantat piesa din titlu și imediat a început să lanseze single-uri, primul ei hit fiind Les Vendanges de l'Amour (1963). Cântecele ei au oferit o alternativă poetică tandră, mai matură, la melodiile yé-yé din Franța acelui timp. Melodiile ei au împrumutat mult din muzica populară exotică, mai ales din America de Sud și din Europa de Est, decât din muzica pop contemporană americană și britanică. Laforêt a colaborat cu mulți compozitori, muzicieni și scriitori francezi importanți, cum ar fi André Popp și Pierre Cour, care i-au pus la dispoziție o panoplie de aranjamente orchestrale sofisticate, cu zeci de instrumente muzicale, creând o varietate de sunete, uneori aproape medievale, renascentiste sau baroce, iar alteori destul de moderne și inovatoare.
Cu omul de afaceri Judas Azuelos, un evreu marocan de origine sefardă, ea are doi copii, o fiică și un fiu. Fiica, Lisa Azuelos, este o scenaristă, regizoare și producătoare de film franceză, care a făcut un film despre o altă celebră cântăreață franceză, Dalida, în 2017.

### Anii 1970
La sfârșitul anilor 1960 Marie a devenit o figură destul de distinctă în muzica pop franceză. Ea a fost interesată să lanseze mai multe discuri proprii, dar a renunțat în cele din urmă. Deși single-uri ei cele mai de succes („Viens, Viens”, un cover la hitul german „Rain Rain Rain”, și „Il a neigé sur Yesterday”, o baladă despre destrămarea grupului Beatles) au fost lansate în anii 1970, Marie și-a pierdut treptat interesul față de cariera de cântăreață și s-a mutat în 1978 la Geneva, Elveția, unde a deschis o galerie de artă și a abandonat muzica.

### Din anii 1980 până în 2019
În anii 1980 Marie s-a concentrat pe cariera de actriță, apărând în câteva filme franceze și italiene. A lansat câteva single-uri noi, dar acestea nu au fost populare. Ea a revenit în top, cu toate acestea, în 1993, cu ultimul ei album, ale cărui versuri erau scrise de ea. În anii 1990 a continuat să lucreze ca actriță atât pe ecran, cât și pe scenă. Ea a apărut în mai multe spectacole teatrale la Paris de-a lungul anilor, fiind aclamată de public și de critici. În septembrie 2005 ea a mers din nou într-un turneu muzical prin Franța, pentru prima dată din 1972. S-au vândut toate biletele de la fiecare concert. Marie Laforêt a locuit în Geneva și a obținut cetățenia elvețiană.

### Decesul
Marie Laforêt a murit pe data de 2 noiembrie 2019 la Genolier (Suisse) din motive necunoscute public. Slujba de înmormântare a avut loc la Paris, în biserica Saint-Eustache, pe 24 noiembrie; urmată de înmormântarea sa în cripta familiei din cimitirul Père-Lachaise (diviziunea 49). Avea 80 de ani.

## Filmografie selectivă
Cinema
| An   | Titlu                                                | Rol                   | Regizor                |
| ---- | ---------------------------------------------------- | --------------------- | ---------------------- |
| 1960 | În plin soare (Plein soleil)                         | Marge Duval           | René Clément           |
| 1961 | Saint-Tropez Blues                                   | Anne-Marie            | Marcel Moussy          |
| 1961 | Fata cu ochii de aur (film) (La Fille aux yeux d'or) | fata                  | Jean-Gabriel Albicocco |
| 1961 | Famous Love Affairs                                  | doamna Georges        | Michel Boisrond        |
| 1962 | Rat Trap                                             | Maria                 | Jean-Gabriel Albicocco |
| 1962 | Leviathan                                            | Angèle                | Léonard Keigel         |
| 1963 | Căutați idolul (Cherchez l'idole)                    | neacreditată          | Michel Boisrond        |
| 1963 | À cause, à cause d'une femme                         | Agathe                | Michel Deville         |
| 1964 | Male Hunt                                            | Gisèle                | Édouard Molinaro       |
| 1965 | Cent briques et des tuiles                           | Ida                   | Pierre Grimblat        |
| 1965 | The Camp Followers                                   | Eftikia               | Valerio Zurlini        |
| 1965 | Marie-Chantal contre le docteur Kha                  | Marie-Chantal         | Claude Chabrol         |
| 1967 | Le Treizième Caprice                                 | Fanny                 | Roger Boussinot        |
| 1967 | Jack of Diamonds                                     | Olga                  | Don Taylor             |
| 1972 | Le Petit Poucet (Tom Thumb)                          | regina                | Michel Boisrond        |
| 1979 | Polițist sau delincvent                              | Edmonde Puget-Rostand | Georges Lautner        |
| 1982 | Les Diplômés du dernier rang                         | Dominique             | Christian Gion         |
| 1984 | Les Morfalous                                        | Hélène Laroche-Fréon  | Henri Verneuil         |
| 1984 | Happy Easter                                         | Sophie Margelle       | Georges Lautner        |
| 1985 | Le Pactole                                           | Greta Rousselet       | Jean-Pierre Mocky      |
| 1985 | Tangos, the Exile of Gardel                          | Mariana               | Fernando Solanas       |
| 1987 | Fucking Fernand                                      | Lotte                 | Gérard Mordillat       |
| 1987 | Il est génial papy !                                 | Louise                | Michel Drach           |
| 1987 | Caracatița 3 (miniserial TV)                         | Anna Antinari         | Luigi Perelli          |
| 1992 | Who Wants to Kill Sara?                              | mama Sarei            | Gianpaolo Tescari      |
| 1995 | Dis-moi oui                                          | dna Villiers          | Alexandre Arcady       |
| 1996 | Tykho Moon                                           | Éva                   | Enki Bilal             |
| 1997 | Desert of Fire (miniserial TV)                       | Rama                  | Enzo G. Castellari     |
| 1997 | Héroïnes                                             | Sylvie                | Gérard Krawczyk        |
| 2008 | Les Bureaux de Dieu                                  | Martine               | Claire Simon           |

Televiziune
- 1961 : Le Rouge et le Noir de Pierre Cardinal (téléfilm) : Mathile De La Mole
- 1965 : La redevance du fantôme de Robert Enrico (téléfilm) : Miss Diamond
- 1972 : Kean: Un roi de théâtre de Marcel Moussy (téléfilm) : Comtesse Elena de Kloefeld
- 1984 : Emmenez-moi au théâtre (série TV) : Pauline
- 1987 : La Mafia 3 (La Piovra 3) de Luigi Perelli (série TV) : Anna Antinari

- 1988 : Le loufiat (série TV) : la star
- 1989 : La Bugiarda,de Franco Giraldi (téléfilm) : Elvira
- 1989 : Isabella la ladra (série TV) : Elvira
- 1990 : L'affaire Rodani (Quattro piccole donne) de Gianfranco Albano (série TV) : la mère des quatre filles
- 1992 : Un cane sciolto 3 de Giorgio Capitani (téléfilm) : Hélène

- 1994 : A che punto è la notte ? de Nanni Loy (téléfilm) : Chantal Guidi
- 1995 : Adrien Le Sage: Ma fille est impossible (téléfilm) : Comtesse de Pontigny
- 1996 : L'histoire du Samedi (série TV) : Françoise
- 1997 : Le Désert de feu (Desierte di fuoco) d'Enzo G. Castellari (téléfilm) : Rahma
- 1998 : Jeudi 12 de Patrick Vidal (série TV) : Françoise Gamelin
- 1998 : Villa Vanille de Jean Sagols (téléfilm) : Pronia

## Teatru
- 1969 : La Hobereaute, de Jacques Audiberti, pusă în scenă de  Georges Vitaly, hôtel de Béthune-Sully
- 1973 : Le Partage de midi, de Paul Claudel, pusă în scenă de G.-H. Régnier, théâtre de Bourges, rolul lui Isé
- 1992 : L'Écorce bleue, de Marguerite Yourcenar, citind ca parte a Festival de Carpentras în data de  29  iulie 1992 la ora 22, teatru în aer liber.
- 1997 : Le Vietnam de Marguerite Duras, lectură însoțită de ansamblul Ca Tru Thai Ha de Hanoï, festival de Saint-Florent-le-Vieil, dat abației în data de 28 iunie 1997
- 1997 : Master Class de Terrence McNally, pusă în scenă de Roman Polanski, Théâtre de la Porte-Saint-Martin
- 1999 : Master Class, de Terrence McNally, pusă în scenă de  Didier Long, théâtre Antoine
- 2000 : Master Class, de Terrence McNally, copertă pentru câteva spectacole excepționale în perioada 18 aprilie 2000 și 30 aprilie 2000 la Opéra-Comique din Paris
- 2003 : La Presse est unanime, de Laurent Ruquier, pusă în scenă de  Agnès Boury, théâtre des Variétés
- 2004 : Jésus la Caille, adaptarea romanului Jésus-la-Caille de Francis Carco, pusă în scenă de Jacques Darcy, espace Pierre-Cardin
- 2008 : Master Class de Terrence McNally, pusă în scenă de Didier Long, théâtre de Paris
- 2009 : L'Hirondelle inattendue, opéra de Simon Laks, narator, orchestra filarmonică din Marseille dirijată de Lukasz Borowicz, Festival des musiques interdites de Marseille

## Discografie
Albume de studio
- 1964 : Viens sur la montagne
- 1965 : La Fleur sans nom
- 1967 : Manchester et Liverpool
- 1968 : Le Lit de Lola
- 1968 : Que calor la vida
- 1969 : Le Vin de l’été
- 1970 : Portrait
- 1972 : Ay tu me plais
- 1973 : Pourquoi les Hommes pleurent ?
- 1974 : Noé
- 1976 : La Vérité
- 1977 : Il reviendra
- 1979 : Moi je voyage
- 1993 : Reconnaissances (Une Musique)

Albume live
- 1970 : Récital
- 1998 : Voyage au long cours

Albume în spaniolă
- 1964 : Y Volvamos al Amor
- 1965 : Entre Tú y Yo
- 1968 : Qué Calor la Vida
- 1969 : Mon amour, mon ami

Albume în italiană
- 1964 : La Cantante Dagli Occhi d’Oro

Albume în portugheză
- 1967 : Sôbre a Montanha

Single-uri și EP-uri din anii 1960
- 1960 : Saint-Tropez Blues / Tumbleweed
- 1963 : Tu fais semblant – Les vendanges de l'amour / Mary Ann – Les jeunes filles
- 1963 : Blowin' in the Wind – Flora / House of the Rising Sun – Banks on the Ohio
- 1963 : Au coeur de l'automne – L'amour en fleurs / Qu'est-ce qui fait pleurer les filles – Mais si loin de moi
- 1963 : La vendemmia dell'amore – E giusto / Una noia senza fine – Che male c'e
- 1964 : Viens sur la montagne – Les noces de campagne / Un amour qui s'éteint – L'amour qu'il fera demain
- 1964 : La tendresse – La plage / Après toi qui sait – L'arbre qui pleure
- 1965 : Katy cruelle – Entre toi et moi / La bague au doigt – Ma chanson faite pour toi
- 1965 : Ah ! Dites, dites – Julie Crèvecoeur / Viens – À demain my darling
- 1965 : La plage / Après toi, qui sait
- 1966 : La voix du silence (The Sound of Silence) – Siffle, siffle ma fille / Je t'attends – L'orage
- 1966 : Marie-douceur, Marie-colère (Paint It Black) – Toi qui dors / Je voudrais tant que tu comprennes – La moisson
- 1966 : Manchester et Liverpool – Pourquoi ces nuages / Prenons le temps – Sur les chemins des Andes
- 1966 : Mon amour, mon ami – Sébastien / Je suis folle de vous – Mon village au fond de l'eau
- 1967 : Ivan, Boris et moi – Je ne peux rien promettre / Pour celui qui viendra – Tom
- 1968 : Le lit de Lola – Qu'y-a-t-il de changé / Et si je t'aime – A la gare de Manhattan
- 1968 : El polo – L'air que tu jouais pour moi / Le tengo rabia al silencio – House of the rising sun
- 1968 : Que calor la vida – Mais mon coeur est vide / La valse des petits chiens blancs – Requiem pour trois mariages
- 1969 : Au printemps – Roselyne / Feuilles d'or – D'être à vous
- 1969 : Pour une étoile – Ton coeur sauvage / Vin de l'été – En plus de l'amour
- 1969 : Ah ! Si mon moine – On n'oublie jamais / Tourne, tourne – La fleur sans nom
- 1969 : Tu es laide / Toi, nos enfants et moi

LP-uri din anii 1960
- 1964 : Marie Laforêt
- 1965 : Marie Laforêt Vol. 2
- 1967 : Marie Laforêt Vol. 3
- 1968 : Marie Laforêt Vol. 4
- 1968 : Que calor la vida
- 1969 : Marie Laforêt Vol. 6
- 1970 : Marie Laforêt Vol. 7

## Publicații
- 1981 : Contes et légendes de ma vie privée (ISBN 978-2-234-01349-0)
- 2001 : Mes petites magies, livre de recettes pour devenir jeune (ISBN 978-2-84098-648-5)
- 2002 : Panier de crabes : les vrais maîtres du monde (ISBN 978-2-84098-829-8)
- 2008 : Sous le pseudonyme d'Erna Huili-Collins. Ouvrage collectif Correspondances intempestives : à la folie... pas du tout, Triartis

## Legături externe
- Materiale media legate de Marie Laforêt la Wikimedia Commons
- Marie Laforêt la Internet Movie Database
- interview about her family life, in French
- some biographical data in Généalogie Magazine Nr 294. 2010
- Marie Laforet, celebrity in Switzerland – in French
- biography of Marie Laforet following Télé Melody, in French
- a biography, archives de la musique de la semaine
- interview about the place of religion in her life
- about her career, 2005
- Illustrated Discography